# Néos Póntos
Néos Póntos är en ort i Grekland.   Den ligger i prefekturen Nomarchía Dytikís Attikís och regionen Attika, i den sydöstra delen av landet, 21 km nordväst om huvudstaden Aten. Néos Póntos ligger 84 meter över havet och antalet invånare är 257.
Terrängen runt Néos Póntos är kuperad åt nordväst, men åt sydost är den platt. Runt Néos Póntos är det tätbefolkat, med 881 invånare per kvadratkilometer. Närmaste större samhälle är Pireus, 18,9 km sydost om Néos Póntos. Runt Néos Póntos är det i huvudsak tätbebyggt.